# Angel (Lionel Richie)
Angel is een nummer van de Amerikaanse zanger Lionel Richie uit 2000. Het is de eerste single van zijn zesde soloalbum Renaissance.
Het dansbare nummer werd Richie's grootste succes in jaren. Hoewel het in de Amerikaanse Billboard Hot 100 flopte met een 70e positie, werd het nummer in veel Europese landen juist een grote hit. In de Nederlandse Top 40 haalde het bijvoorbeeld de 8e positie, terwijl het nummer het in Vlaanderen met een 2e positie in de Tipparade moest doen.